# Tange Sazen (personagem)

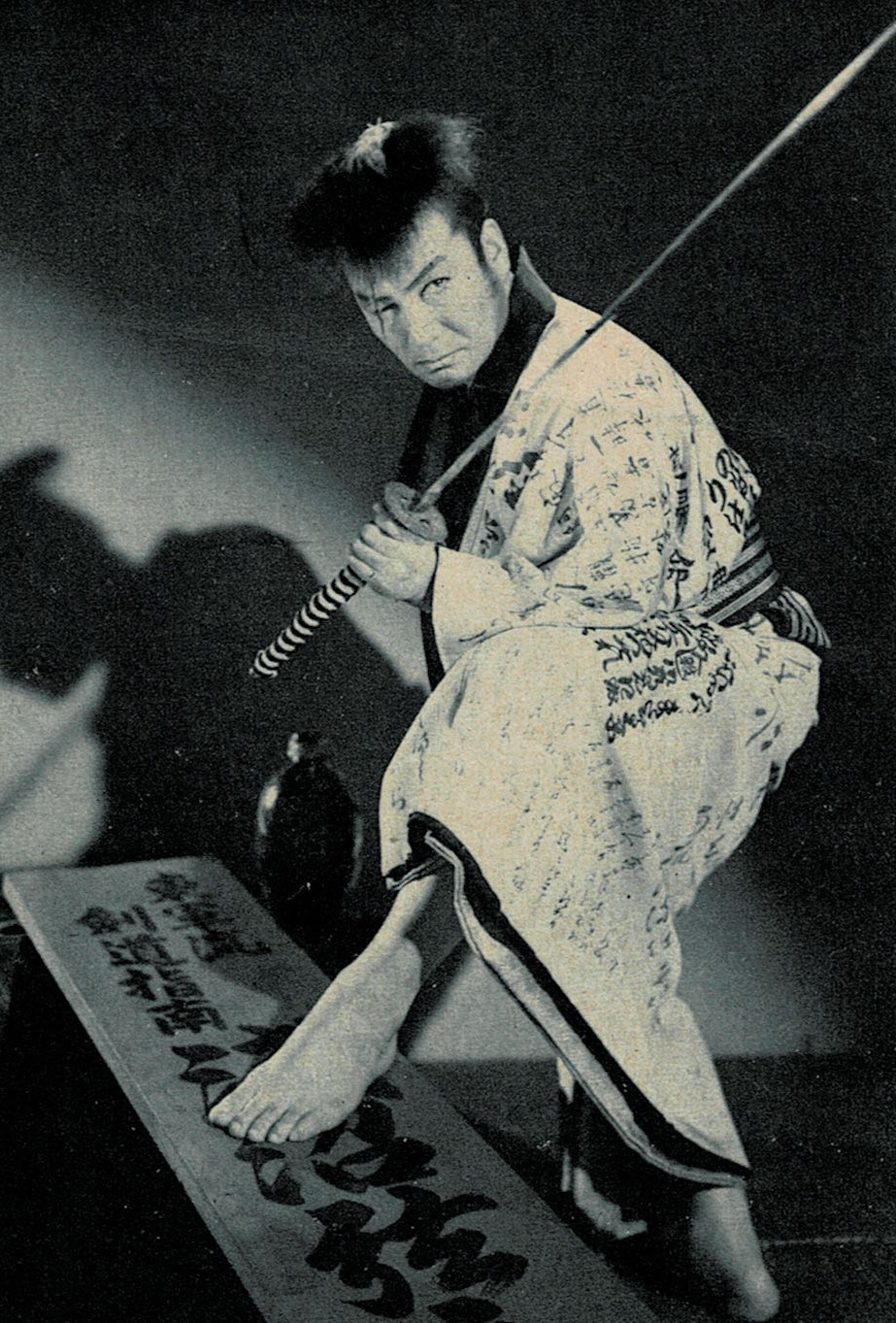
Tanzen Sazen interpretado por Ryūtarō Ōtomo

Taigen Sazen é um samurai fictício presente na Literatura Japonesa, cinema e televisão. Originalmente um guerreiro do Clã Soma, é atacado e mutilado, perdendo seu olho e braço direitos. Após o ataque, torna-se um guerreiro itinerante (rōnin), utilizando-se do pseudônimo de Sazen.

## Desenvolvimento
Tange Sazen apareceu pela primeira vez como coadjuvante em uma história publicada no jornal  Mainichi Shimbun entre outubro de 1927 e maio de 1928. A história dizia a respeito das façanhas de Ōoka Echizen, mas as ilustrações bastante dramáticas de Tange feitas por Tomiya Oda, representando-o com uma cicatriz no olho direito e com a manga direita vazia, capturaram tanto a imaginação do público que, em poucos meses, três filmes mudos sobre Tange foram produzidos por diferentes estúdios japoneses.
Como resultado do sucesso desses filmes, Hayashi escreveu um novo seriado, Tange Sazen, com Tange como protagonista. Inicialmente, esta nova série foi publicada no Mainichi Shimbun de junho a outubro de 1933, mas conflitos internos no jornal levaram à interrupção da publicação e a série finalmente foi retomada no Yomiuri Shimbun a partir de janeiro de 1934. Nesta nova história, Tange evoluiu do personagem niilista que havia sido nos contos anteriores para um lutador corajoso que se insurge contra a injustiça.
Denjiro Ōkōchi é o ator mais identificado com Tange no cinema, mas muitos outros já desempenharam o papel. O personagem viria a influenciar diversas representações de guerreiros itinerantes na cultura contemporânea japonesa, tais como Guts, protagonista da série Berserk e Baiken, personagem da série de jogos Guilty Gear. Ambos os personagens perderam um braço e um olho de forma violenta, lutando como guerreiros itinerantes em busca de vingança em suas respectivas tramas.

## Filmografia do personagem

### Filmes mudos
| Ano  | Título transcrito   | Título original                             | Ator principal | Diretor          |
| ---- | ------------------- | ------------------------------------------- | -------------- | ---------------- |
| 1928 | Shinban Ōoka seidan | 新版大岡政談 - 鈴川源十郎の巻 - 中編 - 後編 | Tokumaro Dan   | Goro Hirose      |
| 1928 | Shinban Ōoka seidan | 新版大岡政談 - 前編 - 中編                  | Kanjuro Arashi | Buntaro Futagawa |
| 1928 | Shinban Ōoka seidan | 新版大岡政談 - 第一編 - 第二編 - 第三編     | Denjiro Ōkōchi | Daisuke Ito      |

### Filmes sonoros estrelados por Denjirō Ōkōchi como Sazen
| Ano  | Título transcrito                      | Título original                     | Diretor         |
| ---- | -------------------------------------- | ----------------------------------- | --------------- |
| 1933 | Tange Sazen                            | 丹下左膳 - 第一編 - 第二編 - 解決編 | Daisuke Ito     |
| 1934 | Tange Sazen II: Kengeki no maki        | 丹下左膳 第二篇 剣戟の巻            | Daisuke Ito     |
| 1935 | O Pote do Milhão de Ryo                | 丹下左膳余話 百萬両の壺             | Sadao Yamanaka  |
| 1936 | Tange Sazen: Nikko no Maki             | 丹下左膳日光の巻                    | Kunio Watanabe  |
| 1937 | Tange Sazen: Aizō faz galinha          | 丹下左膳 愛憎魔剣篇                 | Kunio Watanabe  |
| 1937 | Tange Sazen: Kanketsu hoko             | 丹下左膳 完結咆吼篇                 | Kunio Watanabe  |
| 1938 | Shinpen Tange Sazen: galinha Yōtō      | 新篇 丹下左膳 妖刀篇                | Kunio Watanabe  |
| 1938 | Shinpen Tange Sazen: Hayate-hen        | 新篇 丹下左膳 隻手篇                | Satsuo Yamamoto |
| 1939 | Shinpen Tange Sazen: Sekigan no maki   | 新篇 丹下左膳 隻眼の巻              | Nobuo Nakagawa  |
| 1939 | Shinpen Tange Sazen: Koiguruma no maki | 新篇 丹下左膳 恋車の巻              | Ryo Hagiwara    |
| 1953 | Tange Sazen                            | 丹下左膳                            | Masahiro Makino |
| 1953 | Zoku Tange Sazen                       | 続丹下左膳                          | Masahiro Makino |
| 1954 | Tange Sazen: Kokezaru no tsubo         | 丹下左膳 こけ猿の壺                 | Kenji Misumi    |

### Filmes sonoros estrelados por outros atores
| Ano  | Título transcrito                    | Título original       | Ator principal      | Diretor            |
| ---- | ------------------------------------ | --------------------- | ------------------- | ------------------ |
| 1936 | Tange Sazen: Kan'un hissatsu no maki | 丹下左膳 乾雲必殺の巻 | Ryunosuke Tsukigata | Masahiro Makino    |
| 1936 | Tange Sazen: Konryū jubaku no maki   | 丹下左膳 坤竜呪縛の巻 | Ryunosuke Tsukigata | Masahiro Makino    |
| 1952 | Tange Sazen                          | 丹下左膳              | Tsumasaburo Bando   | Sadatsugu Matsuda  |
| 1956 | Tange Sazen: Ken'un no maki          | 丹下左膳 乾雲の巻     | Michitaro Mizushima | Masahiro Makino    |
| 1956 | Tange Sazen: Konryū no maki          | 丹下左膳 坤竜の巻     | Michitaro Mizushima | Masahiro Makino    |
| 1956 | Tange Sazen: Kanketsu-hen            | 丹下左膳完結篇        | Michitaro Mizushima | Masahiro Makino    |
| 1958 | Tange Sazen                          | 丹下左膳              | Ryutaro Otomo       | Sadatsugu Matsuda  |
| 1959 | Tange Sazen: Dotō-hen                | 丹下左膳怒涛篇        | Ryutaro Otomo       | Sadatsugu Matsuda  |
| 1960 | Tange Sazen: Espada Misteriosa       | 丹下左膳 妖刀濡れ燕   | Ryutaro Otomo       | Sadatsugu Matsuda  |
| 1961 | Tange Sazen: Nuretsubame ittōryū     | 丹下左膳 濡れ燕一刀流 | Ryutaro Otomo       | Sadatsugu Matsuda  |
| 1962 | Tange Sazen: Kan'unkonryū no maki    | 丹下左膳 乾雲坤竜の巻 | Ryutaro Otomo       | Tai Katō           |
| 1963 | Tange Sazen: Zankoku no kawa         | 丹下左膳              | Tetsuro Tamba       | Seiichiro Uchikawa |
| 1966 | Tange Sazen: Hien iaigiri            | 丹下左膳 飛燕居合斬り | Kinnosuke Nakamura  | Hideo Gosha        |
| 2004 | Tange Sazen: Hyakuman ryō no tsubo   | 丹下左膳 百万両の壺   | Etsushi Toyokawa    | Toshio Tsuda       |

### Filmes femininos de Sazen
Também foram feitas adaptações de Tange Sazen como uma personagem feminina, conhecida em japonês como Onna Sazen (literalmente Mulher Sazen ou Senhora Sazen).
| Ano  | Título transcrito                             | Título original       | Atriz principal | Diretor          |
| ---- | --------------------------------------------- | --------------------- | --------------- | ---------------- |
| 1937 | Onna Sazen: galinha Dai-ichi - yōka no maki   | 女左膳 第一篇妖火の巻 | Komako Hara     | Nobuo Nakayama   |
| 1937 | Onna Sazen: galinha Dai-ni - maken no maki    | 女左膳 第二篇魔剣の巻 | Komako Hara     | Nobuo Nakayama   |
| 1950 | Onna Sazen: Tsubanari mutō-ryū no maki        | 女左膳 鍔鳴無刀流の巻 |                 | Taizo Fuyushima  |
| 1968 | Lady Sazen e a Espada da Andorinha Encharcada | 女左膳 濡れ燕片手斬り | Michiyo Okusu   | Kimiyoshi Yasuda |